# Blidsberg

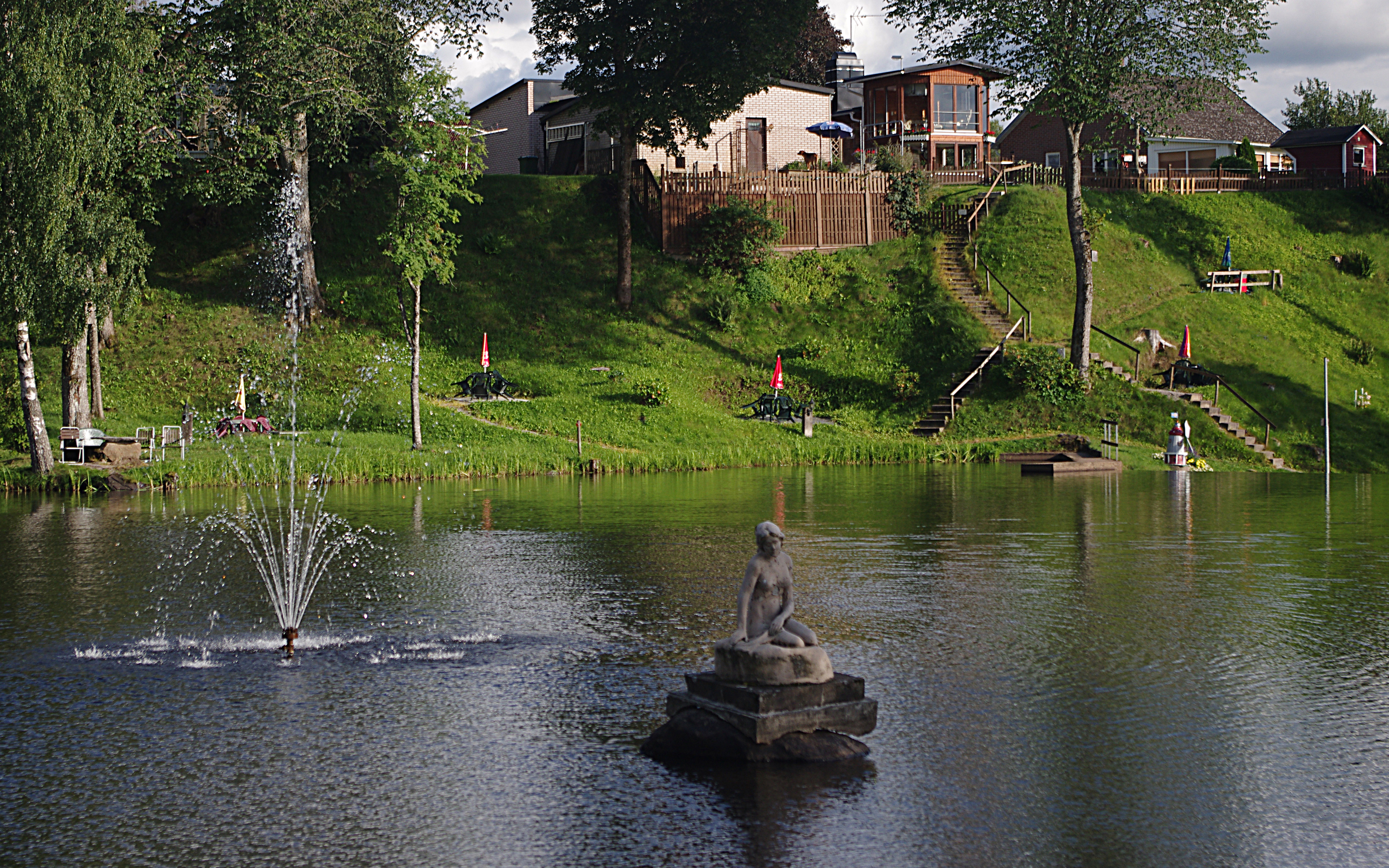
Ån Ätran som flyter genom Blidsberg.

Blidsberg är en tätort i Ulricehamns kommun och kyrkbyn i Blidsbergs socken i Västergötland.

## Befolkningsutveckling
| Befolkningsutvecklingen i Blidsberg 1960–2020 | Befolkningsutvecklingen i Blidsberg 1960–2020 | Befolkningsutvecklingen i Blidsberg 1960–2020 | Befolkningsutvecklingen i Blidsberg 1960–2020 | Befolkningsutvecklingen i Blidsberg 1960–2020 |
| --------------------------------------------- | --------------------------------------------- | --------------------------------------------- | --------------------------------------------- | --------------------------------------------- |
|                                               |                                               |                                               |                                               |                                               |
| År                                            |                                               |                                               | Folkmängd                                     | Areal (ha)                                    |
| 1960                                          | 1960                                          |                                               | 494                                           |                                               |
| 1965                                          | 1965                                          |                                               | 510                                           |                                               |
| 1970                                          | 1970                                          |                                               | 626                                           |                                               |
| 1975                                          | 1975                                          |                                               | 576                                           |                                               |
| 1980                                          | 1980                                          |                                               | 596                                           |                                               |
| 1990                                          | 1990                                          |                                               | 581                                           | 87                                            |
| 1995                                          | 1995                                          |                                               | 574                                           | 87                                            |
| 2000                                          | 2000                                          |                                               | 539                                           | 87                                            |
| 2005                                          | 2005                                          |                                               | 536                                           | 87                                            |
| 2010                                          | 2010                                          |                                               | 508                                           | 87                                            |
| 2015                                          | 2015                                          |                                               | 540                                           | 114                                           |
| 2020                                          | 2020                                          |                                               | 561                                           | 111                                           |
|                                               |                                               |                                               |                                               |                                               |